# 水島港
水島港（みずしまこう）は、岡山県倉敷市にある岡山県管理の港湾。港湾法上の国際拠点港湾、港則法上の特定港に指定されている。 
瀬戸内海に臨む倉敷市南西部の水島地域から玉島地域にかけ、水島灘の高梁川河口周辺に所在している港湾である。天然の運河である瀬戸内海を経て原材料を大量に輸入することができるなど、臨海工業地帯としても条件に恵まれて、気象条件もよく台風や高潮の災害も少ない。また、百万人を超える都市圏人口とコンビナートを背景に港湾取扱貨物量が全国でも上位にランクされ、水島臨海工業地帯を背後に持つ東の水島地区は工業港、西の玉島地区は商港の顔をもっている。

## 地区

### 水島地区

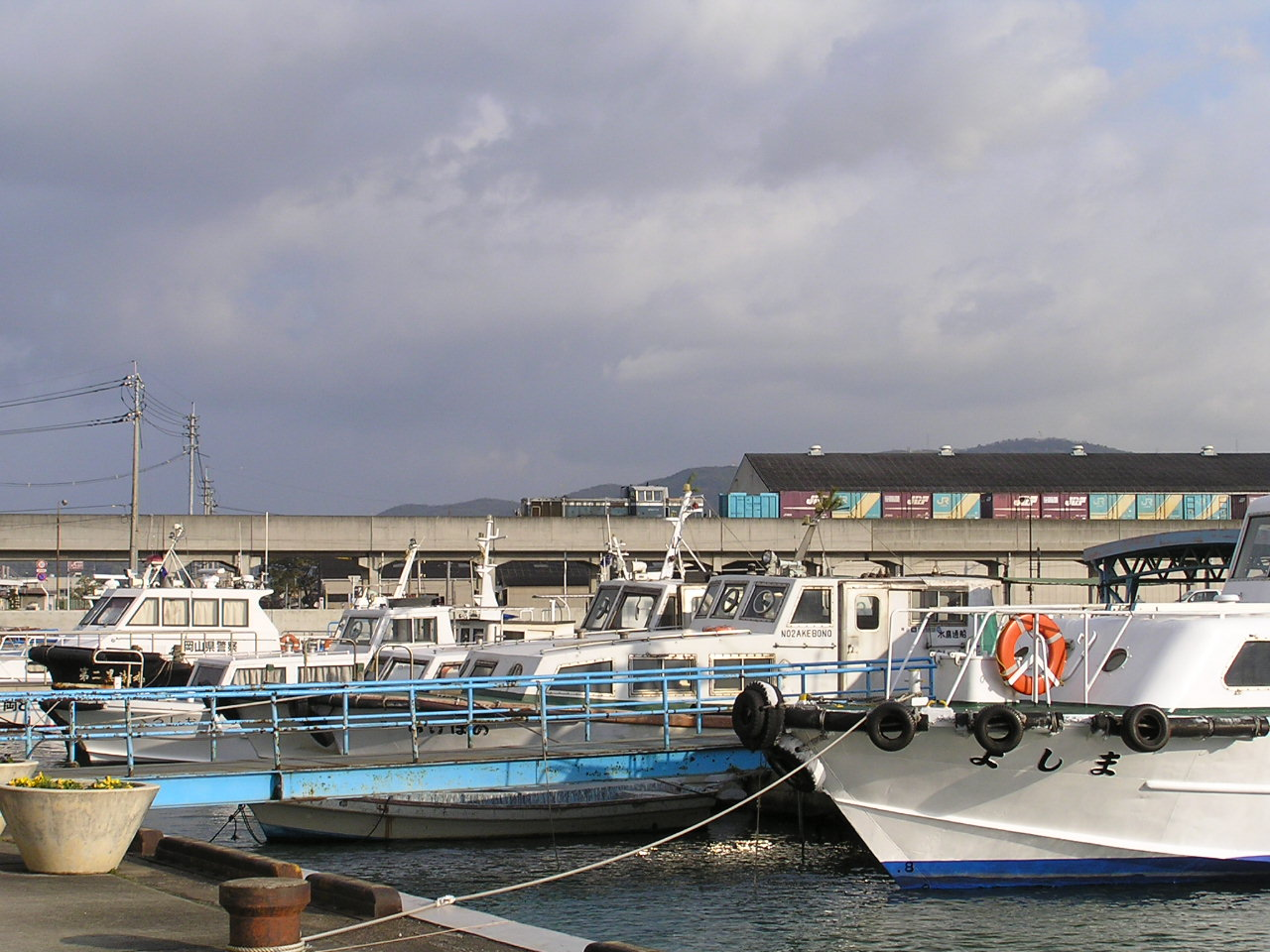
水島臨海鉄道の貨物列車

整備され始めたのが太平洋戦争始め頃と港の歴史は浅く、戦後 川崎製鉄（現・JFEスチール）・三菱自動車工業・旭化成など、多くの工場が立地する日本有数のコンビナートのために工業港として整備されてきた。立地企業専用の岸壁が多い中、大型タンカーが接岸できる水深10mの西埠頭1号岸壁を含む三つの公共岸壁があり、水島臨海鉄道による貨物輸送も行われている。
主な施設
- 公共岸壁
  - 西埠頭1号岸壁 － 水深　10.0m、延長　185m
  - 西埠頭2号岸壁 － 水深　9.0m、延長　130m
  - 東公共岸壁 － 水深　5.5m、延長　360m
- 水島港湾合同庁舎
  - 第六管区海上保安本部水島海上保安部
  - 神戸税関水島税関支署
  - 神戸植物防疫所広島支所水島出張所
  - 広島検疫所水島出張所
  - 中国運輸局岡山運輸支局水島海事事務所
- 岡山県備中県民局水島港湾事務所

### 玉島地区

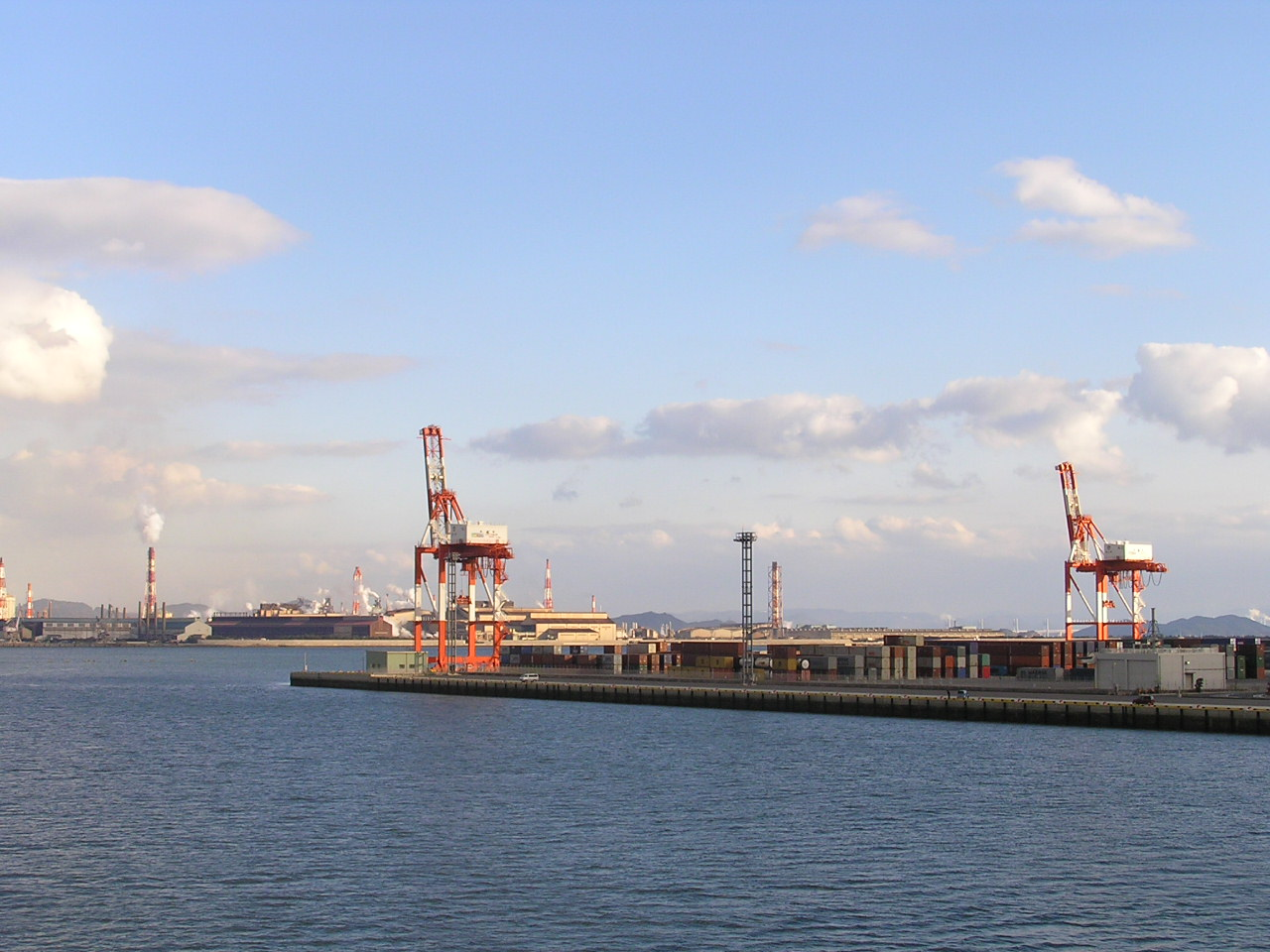
玉島ハーバーブリッジから

公共岸壁が水島地区よりも多く、人工島の「玉島ハーバーアイランド」を中心に商港としての整備が進んでいる。水深10mの岸壁を含む6つの公共ふ頭、4基のガントリークレーン、コンテナターミナルなどの港湾設備を備える。旧玉島市街に隣接する地域は、漁船・プレジャーボート等の小型船舶が多数係留されており、江戸時代からの古い街並も残る。
主な施設
- 公共岸壁
  - 3号埠頭岸壁 － 水深　10.0m、延長　185m
  - 1号埠頭岸壁 － 水深　9.0m、延長　130m
  - 玉島1号外貿岸壁 － 水深　5.5m、延長　360m
  - 4号埠頭岸壁 － 水深　10.0m、延長　185m
  - 玉島外貿1号埠頭岸壁 － 水深　10.0m、延長　370m
  - 玉島4号埠頭岸壁 － 水深　7.5m、延長　520m
  - 玉島6号埠頭岸壁 － 水深　12.0m 、延長　390m、 コンテナヤード・ガントリークレーン 4基
  - 玉島7号埠頭岸壁 － 水深　10.0m
- 中国地方整備局宇野港湾事務所 水島港分室

## 航路
貨物航路
国際コンテナターミナルに中国、韓国、台湾、ベトナム、タイなどを結ぶ21の定期航路が就航。
旅客航路
現在定期航路はない。港湾合同庁舎の東側から香川県丸亀市の丸亀港を結ぶ三洋汽船が運航するフェリーがあったが、1988年瀬戸大橋開通後に廃止された（岸壁に一部名残がある）。丸亀競艇場の開催日には無料高速艇が運航される。また、玉島外貿埠頭からクルーズ船｢飛鳥II｣が寄港するなど、時折チャーター船が入港することはある。

## 港勢
国土交通省港湾データランキング
- 港湾取扱貨物量 - 4位 104.485千トン（2004年度）
- 入港船舶数 - 14位 47.255隻（2004年度）
- 外貨コンテナ貨物量 - 14位 138万トン（2005年度）

取扱貨物内訳（2004年度）
- 輸出 3,709万6,000トン（化学 59%、機械 31%、鉱物 8%）
- 輸入 6,738万9,000トン（鉱物 75%、化学 15%、農水 5%）

## 近況

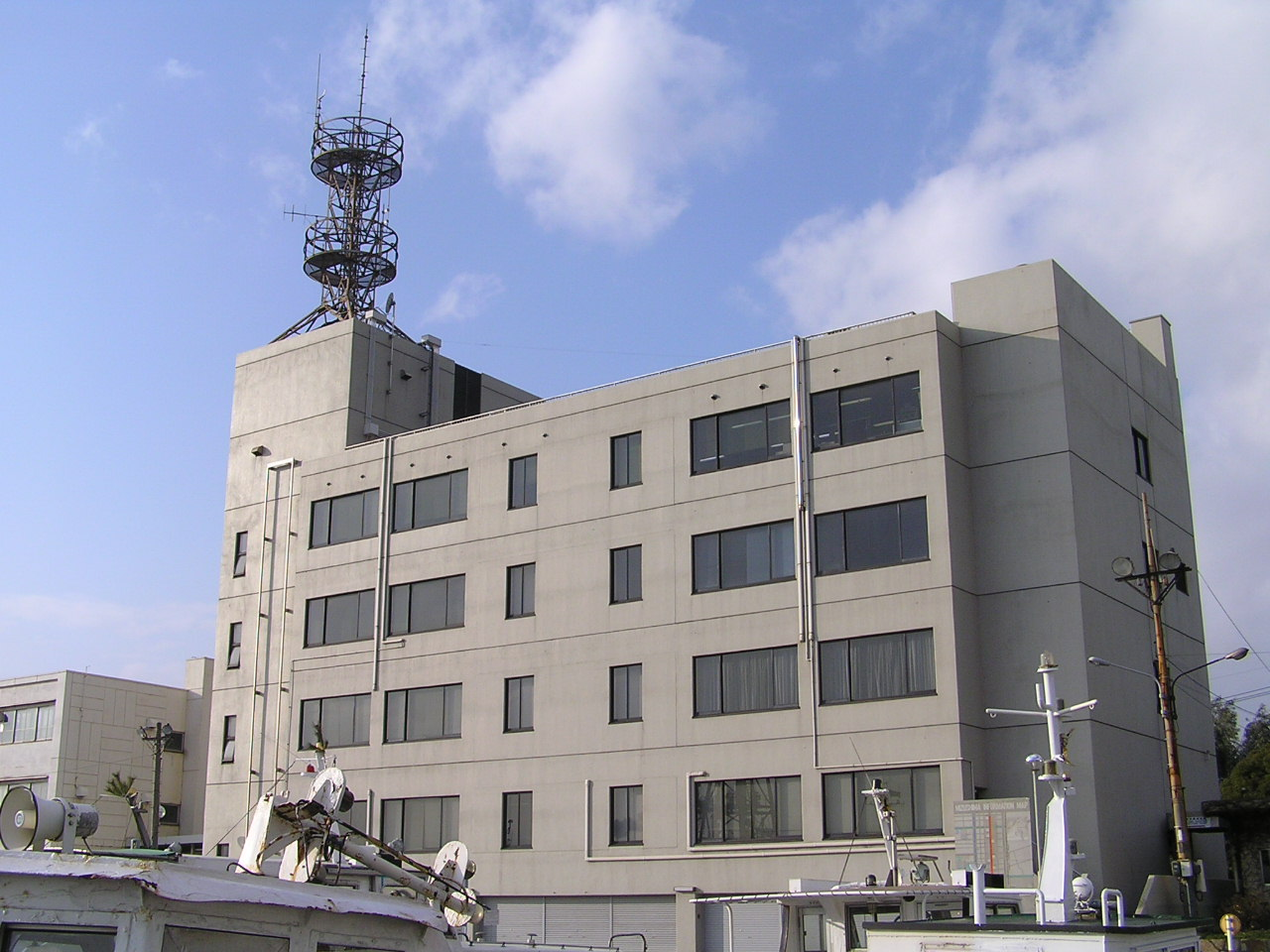
水島港湾合同庁舎

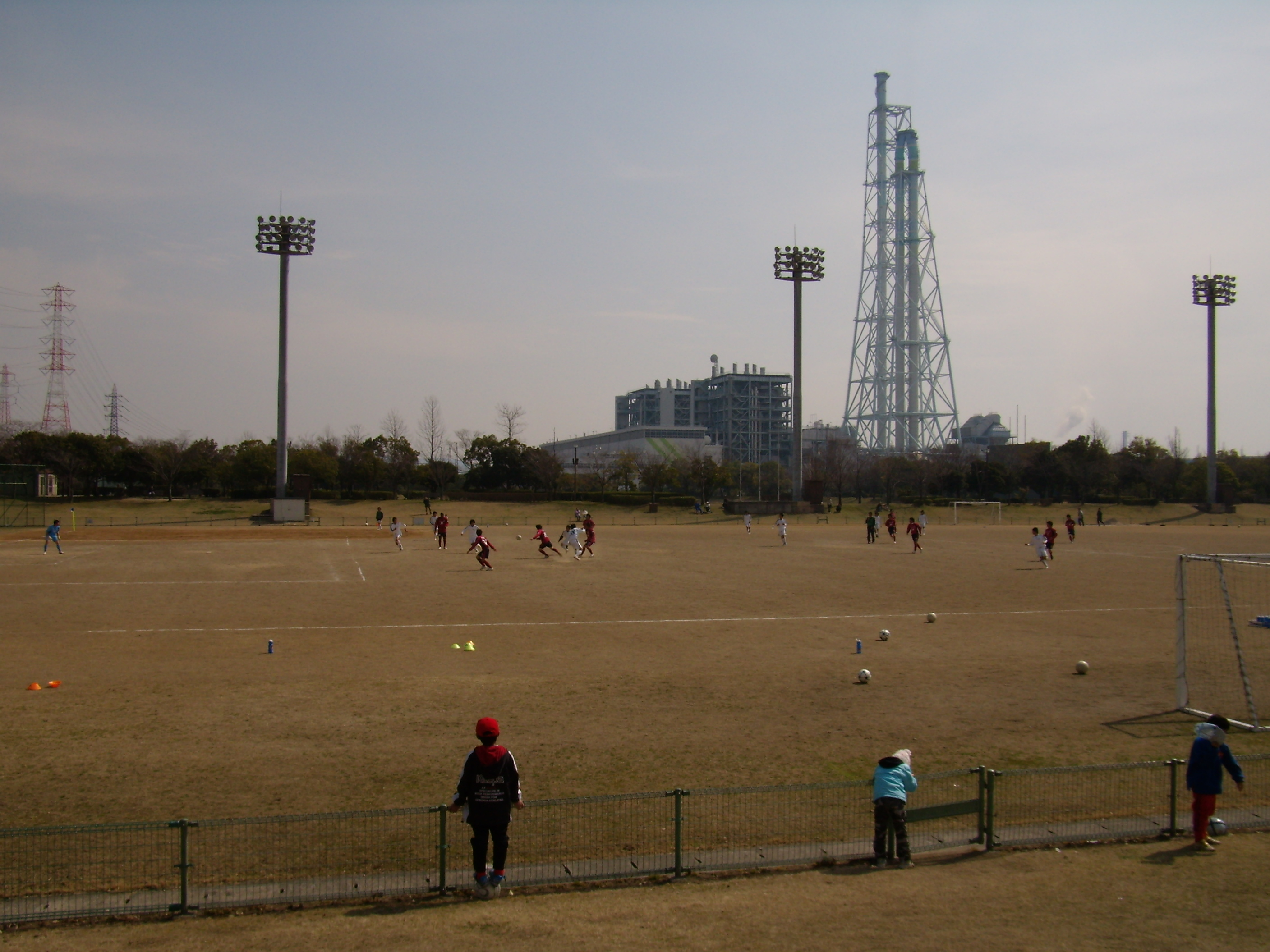
玉島の森（運動公園）

近年、福山港（広島県福山市）や高松港（香川県高松市）など近隣の港と貿易港としての競争が激化する中、岡山空港と連携も含めアジアを中心に物流拠点として港湾機能強化を進めている。
現在 水島地区に水島港湾合同庁舎があり港湾機関が集中しているが、将来的に国際港化が進む玉島地区に移転する機関が出てくることが予想される。周辺事業として両地区を結ぶ新たな架橋と、山陽自動車道玉島インターチェンジを結ぶ道路の整備が進められている。無線局の「水島ポートラジオ」を、現在ある三百山山頂（下津井）から玉島ハーバーアイランドに建設するタワーに移転させる事業などもある。
全体的に産業港の機能が強く、市民が利用できる施設が玉島地区にある玉島の森（運動公園）等に限られるなど一般市民に馴染みの薄いことから、人工海浜や公園等の公共スペースが計画されている。なお、玉島E地区の岸壁や玉島ハーバーブリッジは地元の釣り人に有名なポイントである。

## 歴史

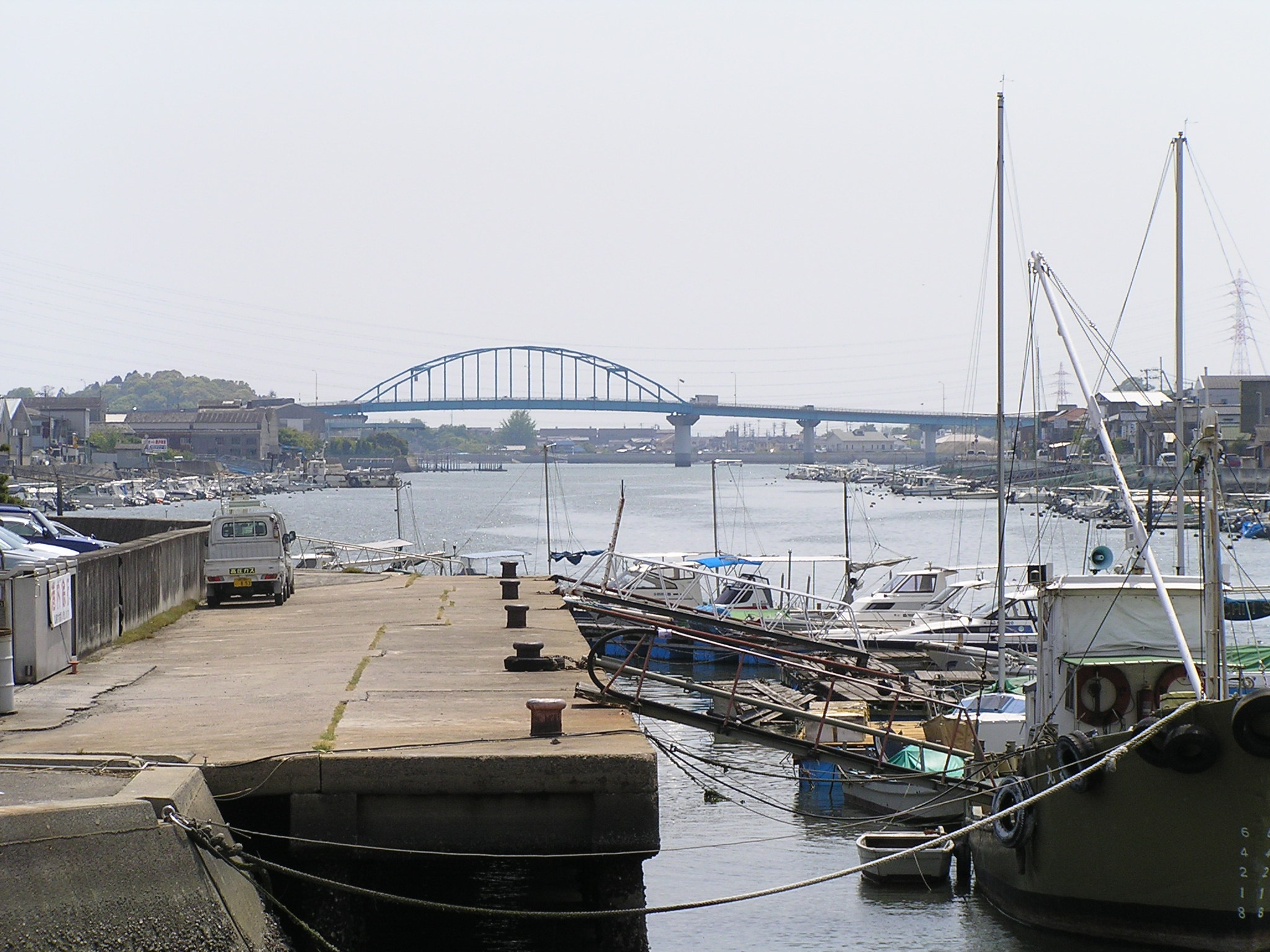
玉島港

水島港の元祖と言える水島北西部の連島（つらじま）・西之浦は江戸時代初期まで高梁川河口と瀬戸内海水島灘に面した島で水上輸送の中継地として栄えたが、後の干拓によって港としての機能は衰えていった。
反面、同時代の干拓によって築かれた高梁川を挟んだ西の玉島港（現玉島地区）は、備中松山藩（現高梁市）や岡山藩に倉敷代官所等が管理する北前船の寄港地として繁栄し、明治時代後期には税関・水上警察・港湾事務所等が設置されるなど、東の宇野港とともに岡山県の重要港に位置づけられる。
しかし、年々大型化していく船舶に加え、国が戦時体制へと進んでゆく時世に、水深が浅く湾口が狭い玉島港は適応できなくなり、次第に外港としての機能を失っていった。逆に太平洋戦争始め頃、航空機工場の建設のため水島地区に港湾が整備されることになった。

### 年表
- 1671年 備中松山藩主・水谷勝宗によって玉島湊が開かれる。
- 1899年 玉島港に玉島税関監視署設置（後の宇野税関支署玉島出張所、1943年廃止）。
- 1941年 岡山県が日本海軍からの委託により水島地区に工場用地等の造成と港湾施設､臨港鉄道の建設に着手する。
- 1947年 水島地区が公有水面埋立法の｢指定港湾｣となる｡
- 1951年 港湾法に基づき､岡山県が港湾管理者となる｡
- 1953年 水島地区に工業用地と大型船舶接岸可能な工業港の建設開始。
- 1960年 玉島港が併合され、重要港湾に指定。
- 1961年 玉野海上保安部水島分室設置（1974年水島海上保安部に昇格）。宇野税関支署水島分室設置（1972年水島税関支署に昇格）。
- 1962年 関税法の｢開港｣に指定される｡
- 1967年 玉島地区に工業用地と接岸岸壁の建設開始｡
- 1971年 水島C地区（児島塩生）に臨港消防署開署。
- 1974年 4月 港則法の港域を拡張し｢特定港｣に指定される｡12月 三菱石油重油流出事故発生｡
- 1984年 アデレード港（オーストラリア連邦）と姉妹港縁組締結｡
- 1987年 玉島ハーバーアイランドの埋立・造成が始まる。
- 1995年 玉島地区外貿埠頭～釜山港間定期コンテナ航路開設｡
- 2001年 FAZ（輸入促進地域）に指定。
- 2002年 玉島ハーバーアイランドの国際コンテナターミナルが供用開始。
- 2003年 23番目の特定重要港湾（現・国際拠点港湾）に昇格指定。
- 2011年 5月 国際バルク戦略港湾に選定[2][3][4]。
- 2012年 2月7日 JX日鉱日石エネルギー水島製油所でJX水島製油所海底トンネル掘削現場落盤事故発生。
- 2013年 7月1日 6号埠頭拡張事業完成（水深12m岸壁・ガントリークレーン増設）。
- 2020年 6月 玉島ハーバーアイランド7号埠頭供用開始。

### 幻の玉島臨港鉄道

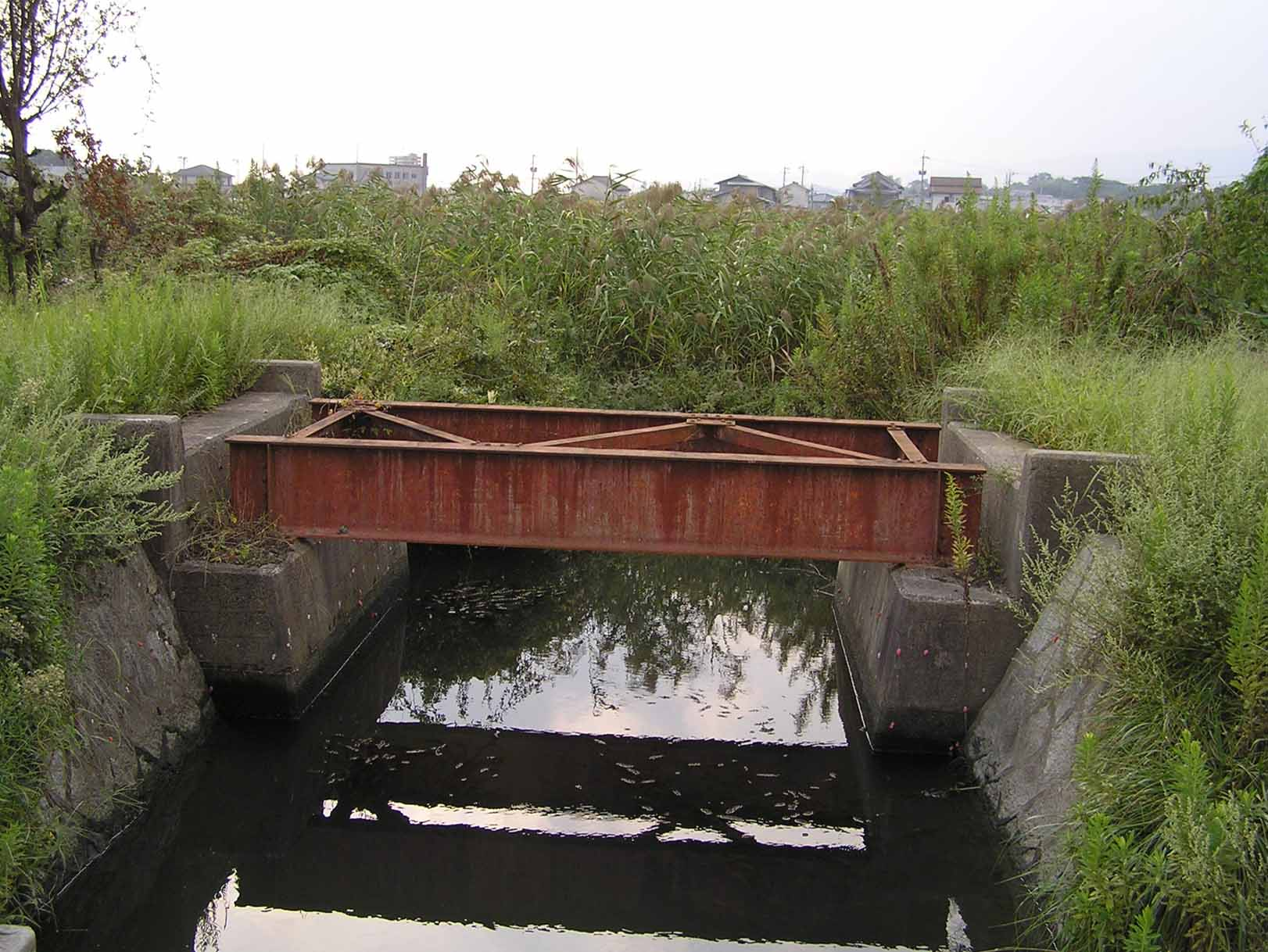
未成線に終わった玉島臨港鉄道の鉄橋跡

整備の進む玉島地区の貨物輸送を目的に、1961年から玉島市によって玉島駅（現 新倉敷駅）から乙島（玉島E地区）までの「玉島臨港鉄道」約4kmの建設が進められた。しかし、軟弱地盤による費用の増大で工事は度々中断された。1967年の倉敷市との合併後も事業は継続されたものの、今後、陸上貨物輸送の中心は自動車にとって代わり鉄道貨物の需要は見込めないなど理由から、1976年に事業は廃止、未成線に終わった。
現在、跡地は多くが車道として利用され、利用されず赤く錆びた鉄橋もいくつか残っている。区画整理された新倉敷駅前を除き、予定路線全体の面影がクラレ工場近くまであり、かなりの部分まで整備が進んでいたものと思われる。

### 重油流出事故
1974年（昭和49年）12、三菱石油水島製油所（現 ENEOS水島製油所A工場）で石油タンクに割れが発生し重油が流出する事故が発生した。重油は排水溝を経て拡散し、オイルフェンスの設置作業の難航もあって、流出量が8万klに及んだ。潮の流れに乗った重油は東の鳴門海峡に達し、瀬戸内海の三分の一が汚染される大事故となった。

## 濃地諸島
水島地区南東部港域の少し西側に、北から南東方に順に、イザロ濃地島、細濃地島、太濃地島及び上濃地島の4つの小さな無人島からなる濃地諸島がある。いずれの島にも灯標などは設置されていない。

## 参考
- 『日本の港湾 2001』　著作:運輸省港湾局　出版:日本海事広報協会　2001年1月
- 岡山県水島港湾事務所HP